# Robert C. Merton
Robert Cox Merton (sinh 31 tháng 7 năm 1944) là một nhà kinh tế người Mỹ, người đoạt giải Nobel Kinh tế, và là giáo sư tại Trường quản lý Sloan MIT, được biết đến với những đóng góp tiên phong của ông về tài chính thời gian liên tục, đặc biệt là mô hình định giá tùy chọn thời gian liên tục, công thức Black-Scholes-Merton.

## Tiểu sử
Merton sinh ra tại thành phố New York, cha mẹ ông là nhà xã hội học Robert K. Merton và Suzanne Carhart. Ông lớn lên ở Hastings-on-Hudson, NY. Ông nhận bằng cử nhân toán kỹ thuật tại Trường kỹ thuật và khoa học ứng dụng thuộc Đại học Columbia, bằng thạc sĩ khoa học tại Viện Công nghệ California, và bằng tiến sĩ kinh tế tại Viện Công nghệ Massachusetts năm 1970 dưới sự hướng dẫn của Paul Anthony Samuelson. Sau đó, ông tham gia giảng dạy tại Trường quản trị Sloan MIT, ông dạy ở đây cho tới năm 1988. Merton chuyển tới Đại học Harvard, ở đây ông là giáo sư quản trị kinh doanh mang tên George Fisher Baker từ năm 1988 tới năm 1998 và giữ chức Giáo sư đại học mang tên John và Natty McArthur từ năm 1998. Ngày 11 tháng 6 năm 2010 Merton tuyên bố nghỉ hưu tại Harvard và trở lại trường Sloan MIT. Merton cũng là thành viên tại Hội đồng tư vấn chiến lược QFINANCE.

## Cuộc sống cá nhân
Merton kết hôn với June Rose năm 1966. Họ chia tay vào năm 1996. Hai người có ba con bao gồm 2 trai và 1 gái.

## Ấn bản
- Merton: Theory of rational option pricing (1971)